# Джеймі Денцшер
Джеймі Денцшер  (англ. Jamie Dantzscher, 2 травня 1982) — американська гімнастка, олімпійська медалістка.

## Виступи на Олімпіадах
| Олімпіада   | Дисципліна       | Місце              |
| ----------- | ---------------- | ------------------ |
| Сідней 2000 | абсолютний залік | 89 (кваліфікація)  |
| Сідней 2000 | командний залік  | 3                  |
| Сідней 2000 | вільні врави     | 59 (кваліфікація)  |
| Сідней 2000 | опорний стрибок  | 29T (кваліфікація) |